# Clarkia springvillensis
Clarkia springvillensis är en dunörtsväxtart som beskrevs av Vasek. Clarkia springvillensis ingår i släktet clarkior, och familjen dunörtsväxter. Inga underarter finns listade i Catalogue of Life.